# Heine–Borels sats
Heine-Borels sats eller Heine-Borels övertäckningssats är en matematisk sats om kompakta mängder uppkallad efter Eduard Heine och Émile Borel.
Heine-Borels sats har två formuleringar; en för ändligtdimensionella {\displaystyle \mathbb {R} ^{n}}-rum och en för allmänna metriska rum. Den första formuleringen säger att:
En delmängd {\displaystyle S\subset \mathbb {R} ^{n}} är kompakt om och endast om S är sluten och begränsad.
Inom reell analys används ibland den andra delen av satsen som definitionen på kompakt mängd, men i allmänna metriska rum gäller bara att kompakthet implicerar slutenhet och begränsning. Det finns istället en allmännare form av Heine-Borels sats:
En delmängd till ett metriskt rum är kompakt om och endast om mängden utgör ett fullständigt rum och är sluten och totalt begränsad.

## Bevis
Bevis av den första formuleringen; {\displaystyle S\subset \mathbb {R} ^{n}} kompakt omm S sluten och begränsad. Implikationen att kompakthet ger slutenhet och begräsning visas för metriska rum. Kom ihåg definitionen för kompakt mängd; att varje öppen övertäckning av mängden har en ändlig delövertäckning som täcker mängden.

### Kompakthet ger slutenhet
Låt {\displaystyle y\in S^{c}} (komplementet till S). För alla {\displaystyle x\in S} existerar disjunkta omgivningar {\displaystyle B_{x}} som innehåller x och {\displaystyle B_{y}^{x}} som innehåller y. Det följer att alla {\displaystyle B_{x}}-mängder bildar en öppen övertäckning av S, {\displaystyle S\subset \bigcup _{x\in S}B_{x}}. S är kompakt, så det existerar en ändlig delövertäckning som täcker S av mängder {\displaystyle B_{x_{1}},...,B_{x_{n}}}, så att {\displaystyle G=\bigcap _{k=1}^{n}B_{y}^{x_{k}}} är en omgivning till y som inte ligger i S, så y kan inte vara en randpunkt till S. Då y valdes godtyckligt ger detta att S innehåller alla sina randpunkter och är därmed sluten.

### Kompakthet ger begränsning
I allmänna metriska rum innebär att en mängd är begränsad {\displaystyle \sup _{x,y\in S}d(x,y)<\infty } där d är metriken på S.
En öppen övertäckning till S är mängden av klot med radie 1 med mittpunkt i x, betecknad {\displaystyle B_{1}(x)} för alla x i S. Denna övertäckning har då en ändlig delövertäckning {\displaystyle B_{1}(x_{1}),...,B_{1}(x_{N})} som täcker S. Antag att {\displaystyle x,y\in S} och {\displaystyle x\in B_{1}(x_{i})} och {\displaystyle y\in B_{1}(x_{j})}, som 
{\displaystyle d(x,y)\leq d(x,x_{i})+d(x_{i},x_{j})+d(x_{j},y)<2+\max _{1\leq m,n\leq N}d(x_{m},x_{n})}
då x och y valdes godtyckligt ger detta att S är begränsad.

### Slutenhet och begränsning ger kompakthet
Om en mängd {\displaystyle S\in \mathbb {R} ^{n}} är begränsad kan den stängas in i en n-låda:
{\displaystyle S\subseteq [a_{1},b_{1}]\times [a_{2},b_{2}]\times ...\times [a_{n},b_{n}]}
med {\displaystyle a_{k}<b_{k}} och {\displaystyle a_{k},b_{k}\in \mathbb {R} ~~\forall k}. Kalla denna n-låda för {\displaystyle T_{0}}.
Man kan nu dela upp {\displaystyle T_{0}} i flera små dellådor genom att dela varje sida i två. Vi får då {\displaystyle 2^{n}} dellådor.
Antag att {\displaystyle T_{0}} inte är kompakt, då givet en öppen övertäckning C av {\displaystyle T_{0}} måste finnas minst en dellåda till {\displaystyle T_{0}} som kräver oändligt många öppna mängder för att täckas, kalla denna låda {\displaystyle T_{1}}. Fortsätt sedan med samma resonemang, dela upp {\displaystyle T_{1}} i {\displaystyle 2^{n}} dellådor och plocka ut {\displaystyle T_{2}}, osv. Man får då en följd av T-mängder
{\displaystyle T_{0}\supset T_{1}\supset ...\supset T_{k}\supset ...}
vars längd, projicerat på {\displaystyle x_{j}}-axeln, går mot noll då n går mot oändligheten:
{\displaystyle \lim _{n\to \infty }{\frac {b_{j}-a_{j}}{2^{n}}}=0.}
Då ger Cantors inkapslingssats: {\displaystyle \bigcap _{k=1}^{\infty }T_{k}\neq \emptyset .}, dvs det finns en punkt {\displaystyle p\in T_{0}}. Eftersom C täcker S finns en mängd {\displaystyle A\in S} så att {\displaystyle p\in A}. Då A är öppen finns ett n-klot {\displaystyle B(p)\subseteq A}, så att för tillräckligt stora k gäller {\displaystyle T_{k}\subseteq B(p)\subseteq A}, så att de oändligt många mängderna som behövs för att täcka {\displaystyle T_{k}} kan ersättas med endast en, vilket ger en motsägelse. Alltså är {\displaystyle T_{0}} kompakt.
S är alltså en sluten delmängd av en kompakt mängd, då resultatet nedan ger att S är kompakt.

### Sluten delmängd till kompakt mängd är kompakt
Låt S vara en sluten delmängd till den kompakt mängden T i {\displaystyle \mathbb {R} ^{n}}. Låt {\displaystyle C_{S}} vara en öppen övertäckning av S. Om {\displaystyle C_{S}} också täcker T så existerar det en ändlig delövertäckning av {\displaystyle C_{S}} som täcker T, anta därför att {\displaystyle C_{S}} inte täcker T.
{\displaystyle S^{c}=\mathbb {R} ^{n}\setminus S} är då en öppen mängd som innehåller punkter i T som inte täcks av {\displaystyle C_{S}}. Låt {\displaystyle C_{T}=C_{S}\cup \{S^{c}\}} vara en öppen övertäckning av T. Eftersom T är kompakt så har {\displaystyle C_{T}'} en ändlig delövertäckning. Då {\displaystyle S^{c}} innehåller punkter i T som inte täcks av {\displaystyle C_{S}} måste {\displaystyle S^{c}\in C_{T}'}, så att {\displaystyle C_{T}'=C_{S}'\cup \{S^{c}\}}, där {\displaystyle C_{S}'} måste vara en ändlig delövertäckning av {\displaystyle C_{S}} eftersom {\displaystyle S^{c}} inte täcker {\displaystyle S} så {\displaystyle C_{S}'\neq \emptyset .}